# エフエムみやこ
株式会社エフエムみやこは、沖縄県宮古島市及び宮古郡多良間村の一部地域を放送区域として超短波放送（FM放送）を行う特定地上基幹放送事業者である。社名と同じエフエムみやこの愛称でコミュニティ放送を営んでいる。

## 概要
2002年（平成14年）の開局当時は、日本の本土以外に所在する初のコミュニティ放送局であった。また、石垣コミュニティーエフエムが開局する2007年（平成19年）7月までは、日本最南端・最西端のコミュニティ放送局でもあった。
県域放送局のFM沖縄は、かつて宮古島を含む先島諸島に中継局を設けておらず基本的に受信不可であったため、2018年（平成30年）まで宮古島市で聴取できる事実上唯一の民間FM放送局であった。
長らくJ-WAVEから配信を受けていたが、これに加えて2006年（平成18年）秋よりFM沖縄の一部の番組が放送されるようになり（自社制作番組の大半とJFNC制作の『BEGIN オーリトーリFM』→『いきものがかりの歌ものばかり』など）、これらの番組が自社制作番組に混じった番組編成となった。同時に日曜深夜を除き24時間放送されるようになった。
その後、FM沖縄は伊良部島に中継局を整備し2018年（平成30年）11月30日からの試験放送を経て、2019年（平成31年）1月23日に本放送を開始した。これに先立ち、エフエムみやこは2018年（平成30年）9月末でFM沖縄の放送の配信を終了し、現在はミュージックバードの配信を受けている。

## 沿革
2002年（平成14年）7月20日に開局。開局当初の局舎及び送信所は、宮古島のほぼ中央部の宮古郡上野村字野原1190番地188（後に市町村合併に伴い宮古島市上野字野原1190番地188）のトロピカルフルーツパーク内にあった。
2010年（平成22年）1月18日に局舎を宮古島市上野字野原から同市の市街地に近い平良字下里の現在地に移転。
2012年（平成24年）までの筆頭株主はケーブルテレビ局の宮古テレビであったが、2013年（平成25年）に代表取締役の仲里雅彦になった。
2015年（平成27年）8月18日には、宮古郡多良間村の多良間島に多良間中継局が開局し、多良間村（多良間島及び水納島）の大半が放送区域となった。本局所在地と異なる市町村に中継局が設置されるのは、沖縄県内のコミュニティFMで初であった。
2016年（平成28年）4月15日には、宮古島の南部の受信環境の改善と、宮古島北部と中心市街地の難聴取解消のため、宮古島市南部の宮古島市上野庁舎に上野中継局を開局するとともに、親局を上野字野原から平良字東仲宗根にある宮古島市広域情報センターに移設した。
2018年（平成30年）10月1日にネット配信の開始を予定していたが、台風24号が接近する中、台風情報の伝達等のために予定を早めて9月28日16時に配信を開始した。

## 主な自社制作番組
2025年（令和7年）4月現在

### 生放送
- サザンモーニング（月 - 金、7:30 - 10:50）
- アイランドコンシェルジュNEO（月 - 金、11:00 - 12:00）
- アフタヌーンFUN（月 - 金、13:00 - 15:00）[24]
- りな子ときらり☆ナイト宮古島[25]（月 - 金、17:00 - 19:00）
- モリンガ★ラジオ（木、12:00 - 12:30）

### 収録
- みやこのしごと（火、12:00 - 12:30）
- マーク藤澤の楽しくなければラジオじゃない（水、12:00 - 12:30）[26]
- Feel The Moving [27]（木、19:00 - 19:55） - さくらFMでも木曜22:00-22:56に放送。
- aupayでおっトーク（金、10:30 - 11:00）
- VIBES UP（金、12:00 - 12:55）
- lsle Ship 〜あいるしっぷ〜[28]（金、19:00 - 20:00）
- 宮古島広報番組「おしえてみ〜や!聴いてみ〜や!」[29]（土 - 日、9:50 - 10:00）
- Dream Guide（日、13:00 - 14:00）
- My Favorite Island Miyako（月、24:00 - 25:00）
- かなす宮古（日、10:00 - 11:00、（再放送）火、24:00 - 25:00）
- さーたーパンピン（土、11:30 - 12:00、（再放送）水、24:30 - 25:00）
- 宮古島商店GUYｓ（土、12:00 - 12:55、（再放送）日、19:00 - 19:55）[30]
- ぽれぽれタイム（隔週 土、16:00 - 17:00、（再放送）隔週 土、24:00 - 25:00）
- Anipec（隔週 土、16:00 - 17:00、（再放送）隔週 土、24:00 - 25:00）
- 岡本美紀のKEY HOPE（土、17:00 - 17:55）
- オニオンスラッシュアワー（隔週 土、18:00 - 19:00）
- フィニッシュナイト（隔週 土、18:00 - 19:00）
- ゆらゆら仏具店（日、24:00 - 25:00）[31] - FMたまんでは毎週月曜、22:00 - 23:00に放送[32]。

他局番組
- たかのり・かおりのTHE ENKA STUDIO（月、12:00 - 13:00・ラヂオつくば）
- スターダスト・レビューの星になるまで（火、12:30 - 13:00（再放送）水 24:00 - 24:30・調布FM）
- 旅するK-POP（水、12:30 - 13:00・FMなぎさステーション）
- 言ったもん勝ち！だもん（木、12:30 - 13:00・FMヨコハマ）